# Cortinarius paludicola
Cortinarius paludicola är en svampart som beskrevs av M.M. Moser 1975. Cortinarius paludicola ingår i släktet Cortinarius och familjen spindlingar.   Inga underarter finns listade i Catalogue of Life.